# Siproeta superba
Siproeta superba é uma borboleta neotropical da família Nymphalidae e subfamília Nymphalinae, encontrada do México até a Costa Rica. Foi classificada por Henry Walter Bates, com a denominação de Amphirene superba, em 1864.

## Descrição
Indivíduos desta espécie possuem as asas de contornos serrilhados e são basicamente de coloração marrom, vistos por cima, com uma faixa branca que cruza as asas, de cima a baixo. Na face interna da borda inferior das asas posteriores, existe uma pequena área em laranja e azul. Por baixo, tal padrão se torna mais pálido e amarelado.

## Subespécies
S. superba possui duas subespécies:
- Siproeta superba superba - Descrita por Bates em 1864, de exemplar proveniente da Guatemala.[3]
- Siproeta superba euoe - Descrita por Fox & Forbes em 1971, de exemplar proveniente da Costa Rica.[5]